# Streblorrhiza
Streblorrhiza es un género monotípico de plantas con flores  perteneciente a la familia Fabaceae. Su única especie: Streblorrhiza speciosa Endl.., era un arbusto perennifolio endémico de Isla Phillip (Norfolk). Una especie de leguminosa  y la única de este género, que ahora se presume extinta.
La planta fue descrita por primera vez por Stephan Ladislaus Endlicher en 1833, con dos muestras recogidas por Ferdinand Bauer como la especie tipo de un género monotípico nuevo. Uno de ellos es el único ejemplar conocido de fructificación.
La especie se extinguió en 1860 en su hábito nativo, pero la planta se sabe que ha sido cultivada. Se hizo un llamamiento en 2007 para descubrir la planta en los jardines históricos.

## Sinonimia
- Clianthus pictus Endl., Ann. Wiener Mus. Naturgesch. 1: 185 (1836), nom. illeg.;
- Clianthus speciosus (Endl.) Steud., Nomencl. Bot. 2nd edn, 1: 384 (1840);
- Clianthus carneus Lindl., Edward's Bot. Reg. 27: Misc 2 & t. 51 (1841), nom. illeg.  T: Philip Is., F.L.Bauer ; holo: W; iso: K.
- Clianthus baueri A.Cunn. ex Heward, J. Bot.(Hooker) 4: 244 (1841), nom. nud.